# Telefonrundspruch

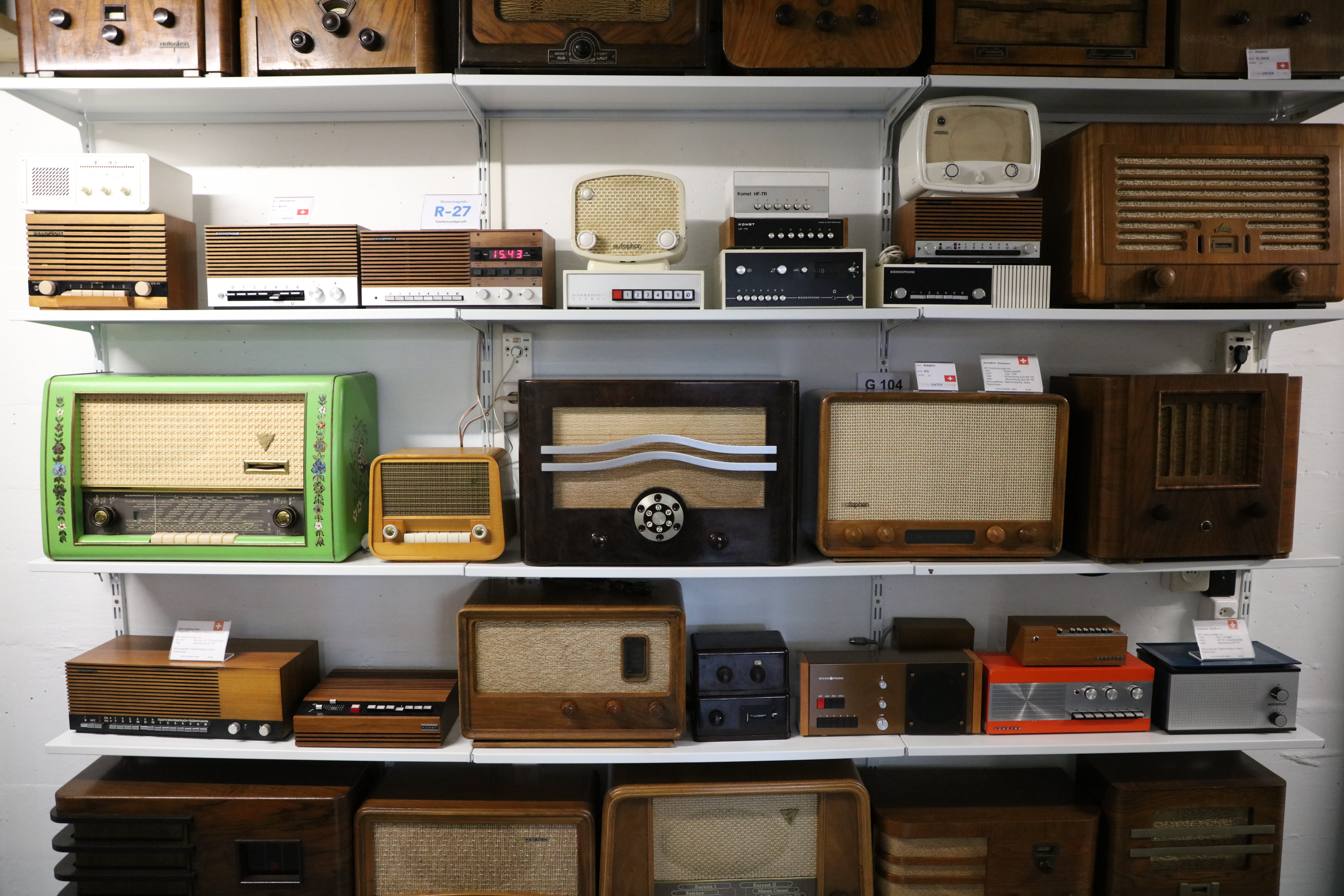
Verschiedene Telefonrundspruch-Empfänger im Museum Enter

Der Telefonrundspruch war ab Ende 1931 ein in der Schweiz gebräuchliches Drahtfunk-Verfahren zur Übermittlung von Rundfunkprogrammen über Telefonleitungen, anfänglich in Niederfrequenztechnik, ab 1940 mittels trägerfrequenter Schwingungen im Langwellenbereich.
Der Telefonrundspruch war besonders in den von den Landessendern Beromünster, Sottens, Monte Ceneri und Savièse schlecht versorgten Gebirgsregionen bis zum Aufkommen des UKW-Rundfunks von grosser Bedeutung. Verbreitet wurden die drei Inland-Programme der SRG sowie auf drei weiteren Kanälen weitere Sendungen.
Ende 1997 wurde der Telefonrundspruch mit Einführung von ISDN eingestellt, da die Oberwellen des ISDN die Signale des Telefonrundspruchs störten. In Italien wurde das dem Telefonrundspruch vergleichbare System Filodiffusione, das 1958 eingeführt worden war, schrittweise in der Fläche reduziert und war noch bis 2023 in Großstädten in Betrieb, allerdings auf analoge Telefonanschlüsse beschränkt, mit deren Ende auch die Hörfunkübertragung eingestellt wurde.

## Geschichte

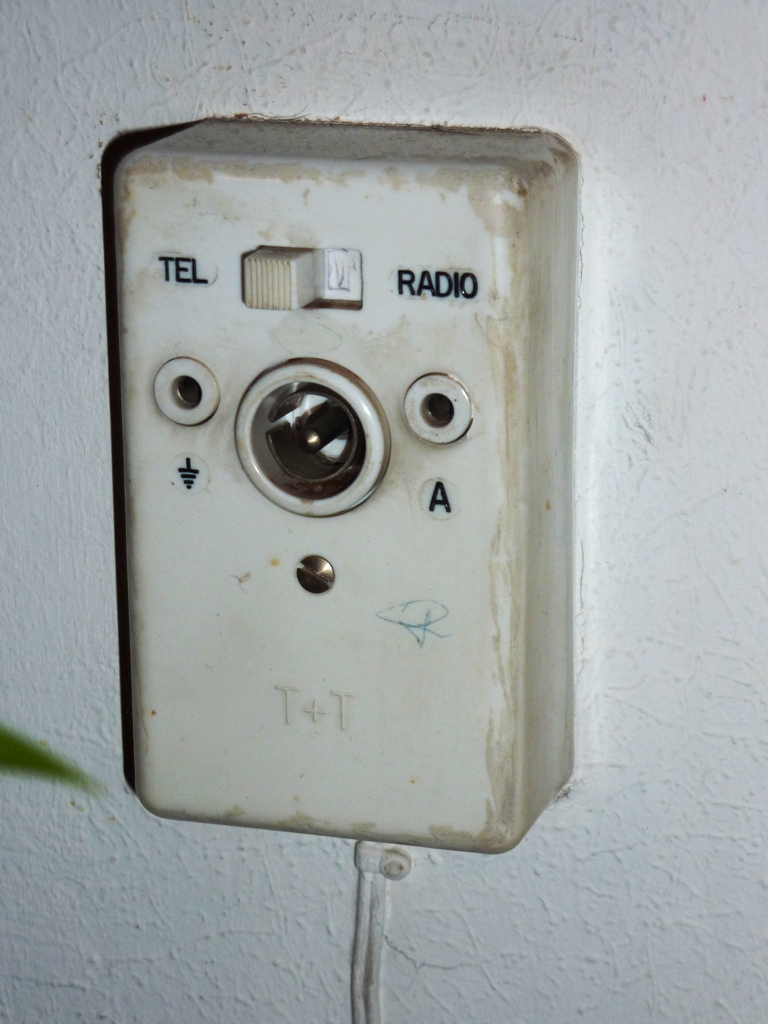
Anschlussdose Typ G Modell 66 für den Telefonrundspruch

### 1931
Die Radioprogramme wurden anfangs über Mittelwelle ausschliesslich terrestrisch übertragen. Besonders in den Bergtälern war der Empfang auf Grund der wenigen Sendeanlagen jedoch gestört. Deshalb wurde ab 1931 durch die damalige PTT der Telefonrundspruch eingeführt. Die PTT betrieb bis 2002 die Sendeanlagen (Mittelwelle, Kurzwelle, UKW) für die Rundfunkanstalten, die Verbindung von Telefon und Radio lag daher auf der Hand.
Nach der Aufspaltung der PTT in Post und Swisscom hat die Swisscom Broadcast AG den Betrieb der Sendeanlagen übernommen.

### 1940
Mit der Einführung des Hochfrequenz-Telefonrundspruchs HF-TR wurde es möglich, unabhängig von einem laufenden Telefongespräch mehrere Programme über die Telefonleitung zu übertragen. Zuvor wurde der Radioempfang unterbrochen, wenn man den Hörer abhob, um zu telefonieren.

### 1956

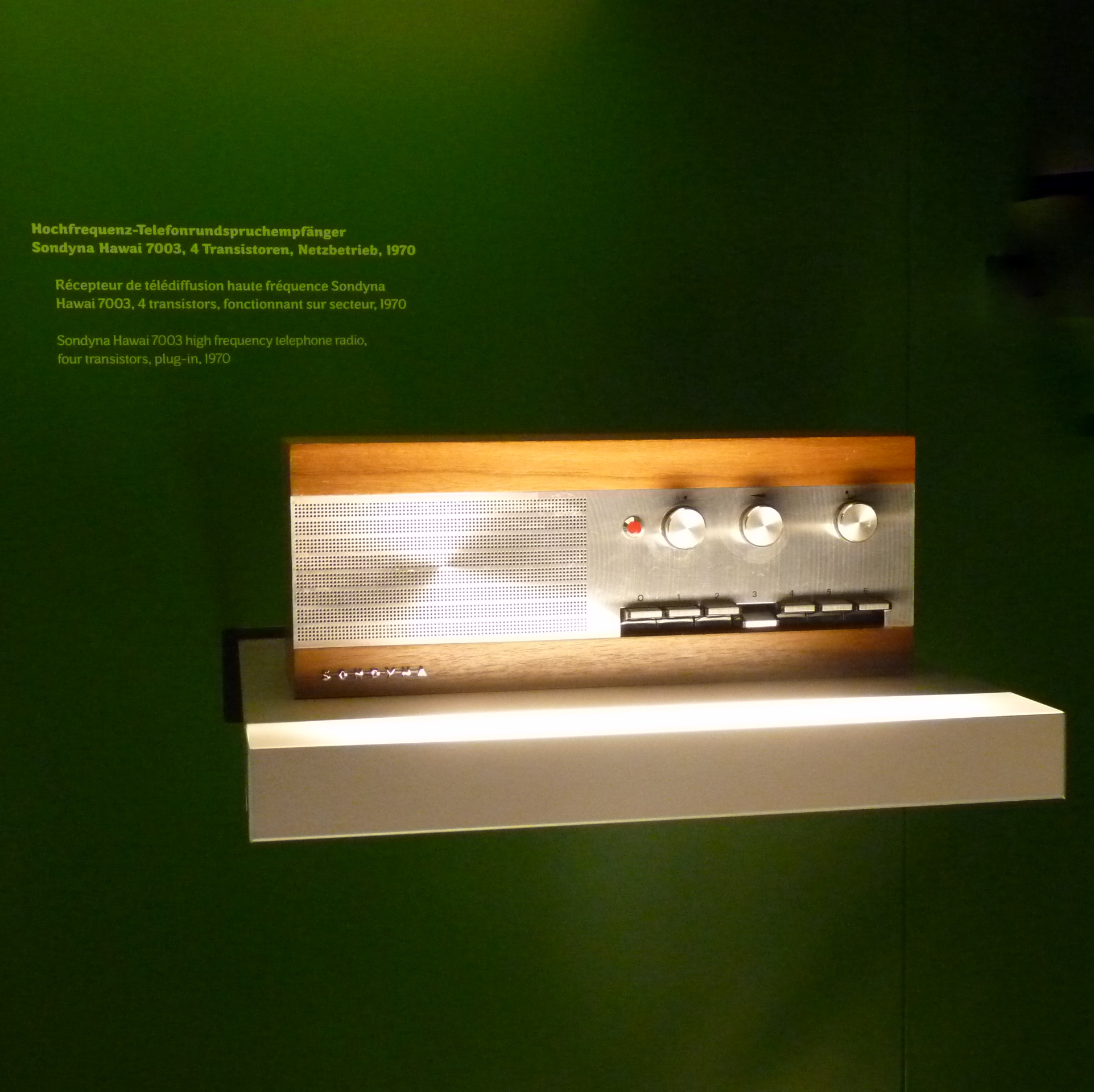
Telefonrundspruchempfänger Sondyna Hawai 7003 mit sechs Stationstasten (1970)

Folgende sechs Programme wurden übertragen:
- Kanal 1: «International», zusammengestellt aus eigens für den TR produzierten Beiträgen in englischer Sprache und Beiträgen von Schweizer Radio International (SRI)
- Kanal 2: RSR1 "la première" (erstes Programm von Radio de la Suisse romande)
- Kanal 3: «Classic» (klassische Musik)
- Kanal 4: RSI1 "rete uno" (erstes Programm von Radio della Svizzera italiana)
- Kanal 5: Radio Beromünster bzw. später DRS1 (erstes Programm von Radio der deutschen und rätoromanischen Schweiz)
- Kanal 6: "Leichte Welle" (Musik: Schlager, leichter Pop)

### 1969
In der Schweiz gibt es mehr als 400'000 Telefonrundspruch-Empfänger.

### 1998
Jährlich 10 Millionen Franken Defizit und die fehlende gesetzliche Grundlage für eine Quersubventionierung führen dazu, dass der Telefonrundspruch eingestellt wird. Aber auch andere Dienste wie ISDN und ADSL verhindern rein technisch die Weiterführung von Telefonrundspruch. In terrestrisch nicht versorgten Gebieten oder im Ausland ist der Empfang zukünftig über Satellit möglich.

## Die Technik

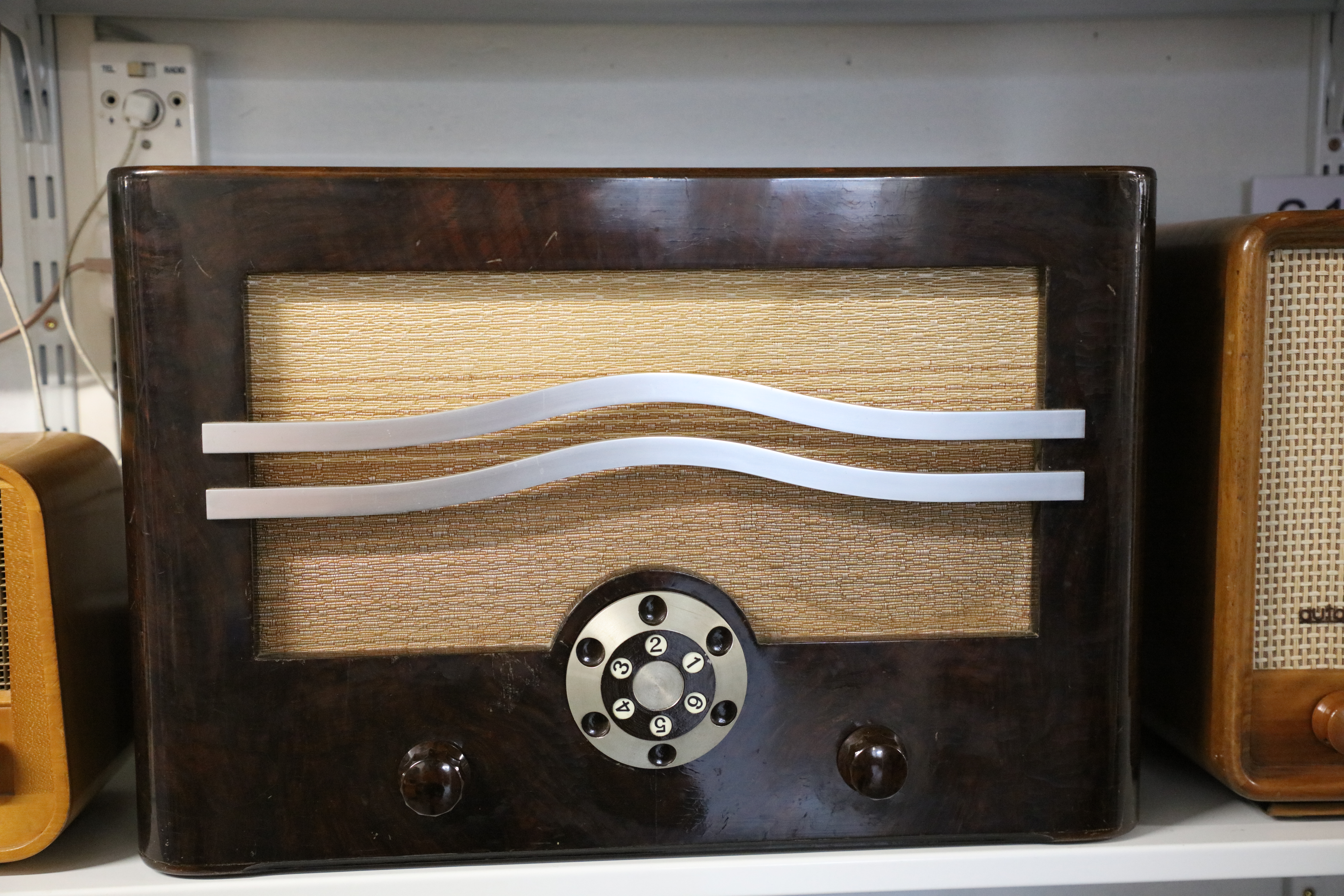
Empfänger mit Drehrad für sechs Positionen

Der 1931 eingeführte Niederfrequenztelefonrundspruch NF-TR funktionierte einfach: Statt eines Telefongesprächs wurde das Radioprogramm über die Telefonleitung übertragen. Die geringe mögliche Sendeleistung von einigen Milliwatt erforderte aber einen Verstärker beim Empfänger. Zudem wurde während eines Telefongesprächs der Telefonrundspruch unterbrochen.
Deshalb, und auch um mehrere Programme gleichzeitig übertragen zu können, wurde um 1940 der Hochfrequenztelefonrundspruch HF-TR eingeführt. Mit diesem Multiplexverfahren war es möglich, sechs Programme gleichzeitig zu übertragen, ohne dass diese bei einem Telefongespräch unterbrochen werden mussten. Die Technik weist systemische Ähnlichkeit mit dem später eingeführten DSL auf; dieses ist aber aufgrund erweiterter Frequenzbänder, digitaler Übertragung und eines unterschiedlichen Modulationsverfahrens nicht direkt mit dem Telefonrundspruch vergleichbar.
Die Programme wurden auf folgenden Frequenzen amplitudenmoduliert übertragen:
- Kanal 1: 175 kHz
- Kanal 2: 208 kHz
- Kanal 3: 241 kHz
- Kanal 4: 274 kHz
- Kanal 5: 307 kHz
- Kanal 6: 340 kHz

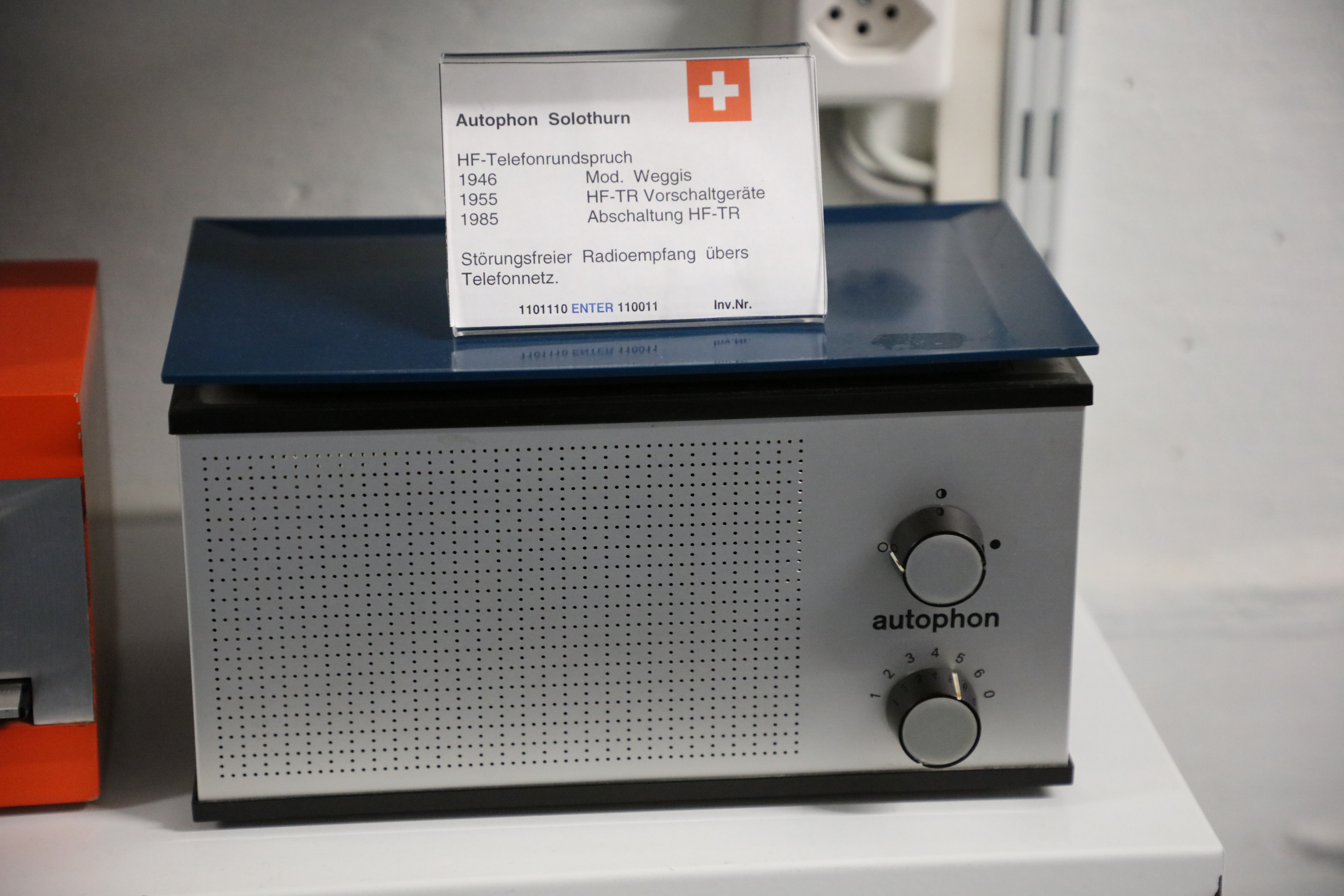
Modell Weggis

An einer speziellen Anschlussdose wurde der Empfänger angeschlossen. Ein bekannter Hersteller von Telefonrundspruch-Empfängern war Biennophone. Da diese Geräte speziell für die Schweiz hergestellt wurden, trugen sie häufig auch schweizerische Namen, so zum Beispiel das Modell Weggis 5860 aus dem Jahr 1958. Der Empfang war aber auch mit jedem Rundfunkgerät möglich, das für den Langwellenbereich ausgelegt war. Da das Kanalraster zu 33 kHz, statt wie sonst beim Langwellenrundfunk zu 9 kHz, definiert wurde, konnte das Audiosignal mit den speziellen HF-TR-Geräten mit höherer Bandbreite genutzt werden. Bei den handelsüblichen Langwellen-Empfängern, die vor allem zum Empfang von Radiosendern ausgelegt waren, wurde lediglich eine Bandbreite von unter 9 kHz übertragen. Ein weiterer Nachteil der handelsüblichen Langwellen-Empfänger war die Begrenzung des zu empfangenden Frequenzbereichs von 148,5 kHz bis 283,5 kHz; dadurch konnte Kanal 6 (340 kHz) nicht empfangen werden. Kanal 5 (307 kHz) konnte auf Grund des nicht sehr präzise konstruierten Empfangsbereichs der damaligen Geräte mit praktisch allen Empfängern empfangen werden. Durch diese Umstände waren bei Audio-Enthusiasten zur damaligen Zeit eher die reinen HF-TR-Geräte beliebt.
Diverse Telefonrundspruch-Empfänger sind im Museum Enter ausgestellt.